# Джайхун
Район Джайхун (тадж. Ноҳияи Ҷайҳун) — административный район в Хатлонской области Республики Таджикистан.
Образован 6 февраля 1965 года как Кумсангирский район. Нынешнее название получил в феврале-марте 2016 года.
Районный центр — посёлок городского типа Дусти. Расстояние от Дусти до Бохтара — 60 км. Территория района составляет 1000 км².

## Население
Население по оценке на 1 января 2015 года составляет 123 100 человек, в том числе городское — в посёлке Дусти — 13,4 % или 16 500 человек.
| Численность населения | Численность населения | Численность населения | Численность населения | Численность населения |
| 1939                  | 2019                  | 2020                  | 2021                  | 2022                  |
| --------------------- | --------------------- | --------------------- | --------------------- | --------------------- |
| 7144                  | ↗135 900              | ↗139 000              | ↗142 500              | ↗145600               |

## Административное деление
В состав района входят 1 посёлок городского типа (тадж. шаҳрак) и 6 сельских общин (тадж. ҷамоат):
1. Вахдати милли (до 2013 года — имени Н. К. Крупской): А. Навои, имени А. Фирдауси (до 2013 года — Кызылнишон, до 1957 года — имени Кагановича), имени Б. Рахимзаде (до 2013 года — 50-летия Октября), имени Л. Шерали (до 2013 года — имени Куйбышева), имени С. Вализаде (до 2013 года — имени Н. К. Крупской, до 1957 года — имени К. Ворошилова), Маданият, Тутзор, Хаёти нав (до 2013 года — Ударник), Энгельс;
2. Дусти: посёлок городского типа Дусти, Зарнисор (до 2013 года — Герань), имени Х. Шерази (до 2013 года — Озоди 3), Озоди 1,Себзор, Хайрабад (до 2013 года — Озоди 2);
3. Истиклол (до 2013 года — имени Тельмана): Вахш, Дехканабад (до 2013 года — имени Калинина), имени Лахути, имени Тельмана, Камчин, Кирчин, Мавзеи чорум, Махтумкули, Навруз (до 2013 года — Социализм), Победа, Хабибабад, Чусал, Шерабад;
4. Кумсангир: Джавонон (до 2013 года — Комсомол), Джуйбор, имени Б. Хилали, Мехнатабад, Навабад, Орзу, Пахтакор, Сугдиён (до 2013 года — Большевик), Таджикистан (до 2013 года — Кызыл Таджикистан), Хомиён (до 2013 года — Аскарисурх);
5. Пяндж: 1 Мая, Вахдат (до 2013 года — Октябрь), Замини Нав, Зарбдор, имени Рудаки, имени Айни, Истиклол (до 2013 года — Пионерский), Кухдоман (до 2013 года — Янгиабад), Пяндж Поён, Пахтакор, Пахтаабад, Розикабад, Рохи Ленин, Сари пул, Сомони (до 2013 года — имени Островского), Фатхабад (до 2013 года — Шоликори);
6. Яккадин: Бустон, имени Балхи (до 2013 года — Фрунзе), имени М. Горького, имени Кирова, Яккадин.

| Административное деление района Джайхун |           |
| Сельская община                         | Население |
| Дусти, пгт                              | 16 500    |
| Вахдати милли                           | 20882     |
| Пяндж                                   | 22 319    |
| Истиклол                                | 24 717    |
| Яккадин                                 | 8 754     |
| Кумсангир                               | 25 212    |

Главой района является Председатель Хукумата, который назначается президентом Республики Таджикистан. Законодательный орган района — Маджлис народных депутатов, который избирается всенародно на 5 лет.